# Werner von Koppenfels (Mathematiker)

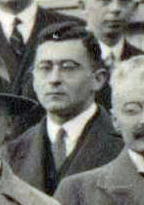
Werner von Koppenfels (1930)

Werner Georg Martin von Koppenfels (* 7. November 1904 in Dresden; † 31. August 1945 in Astrachan)  war ein deutscher Mathematiker, der sich mit konformen Abbildungen befasste.

## Leben
Werner von Koppenfels entstammte der Adelsfamilie von Koppenfels.
Er studierte von 1923 bis 1928 an der Technischen Hochschule Dresden, der TH Stuttgart und der Universität Göttingen, wo er 1928 bei Richard Courant promoviert wurde (Über die Existenz der Lösungen linearer partieller Differentialgleichungen vom elliptischen Typus). Danach war er Assistent von Georg Prange an der TH Hannover, an der er sich 1934 habilitierte und dort Privatdozent war. Vom 26. bis 28. Oktober 1930 nahm von Koppenfels an der Gästetagung der Mathematischen Gesellschaft Jena im Abbeanum an der Universität Jena teil.
Von Koppenfels befasste sich mit Anwendungen konformer Abbildungen und mathematischer und theoretischer Physik. So veröffentlichte er 1933 in der Zeitschrift für Physik einen Aufsatz über die störungstheoretische Behandlung des Stark-Effekts in der Quantenmechanik. 
1934 heiratete er Gisela von Salviati, vom Rittergut Trebus bei Berlin.
1937 bis 1940 war von Koppenfels Dozent an der Universität Würzburg und ab 1940 außerordentlicher und ab 1943 ordentlicher Professor für Mathematik an der Technischen Hochschule Brünn. Zu seinen Doktoranden in Brünn zählt Helmut Epheser, später Professor an der TH Hannover.
Von Koppenfels starb nach seinem Einsatz im Volkssturm am 31. August 1945 im Lazarett in Astrachan in sowjetischer Kriegsgefangenschaft.

## Schriften (Auswahl)
- mit  Friedemann Stallmann: Praxis der konformen Abbildung, Grundlehren der mathematischen Wissenschaften, Springer 1959.

## Literatur

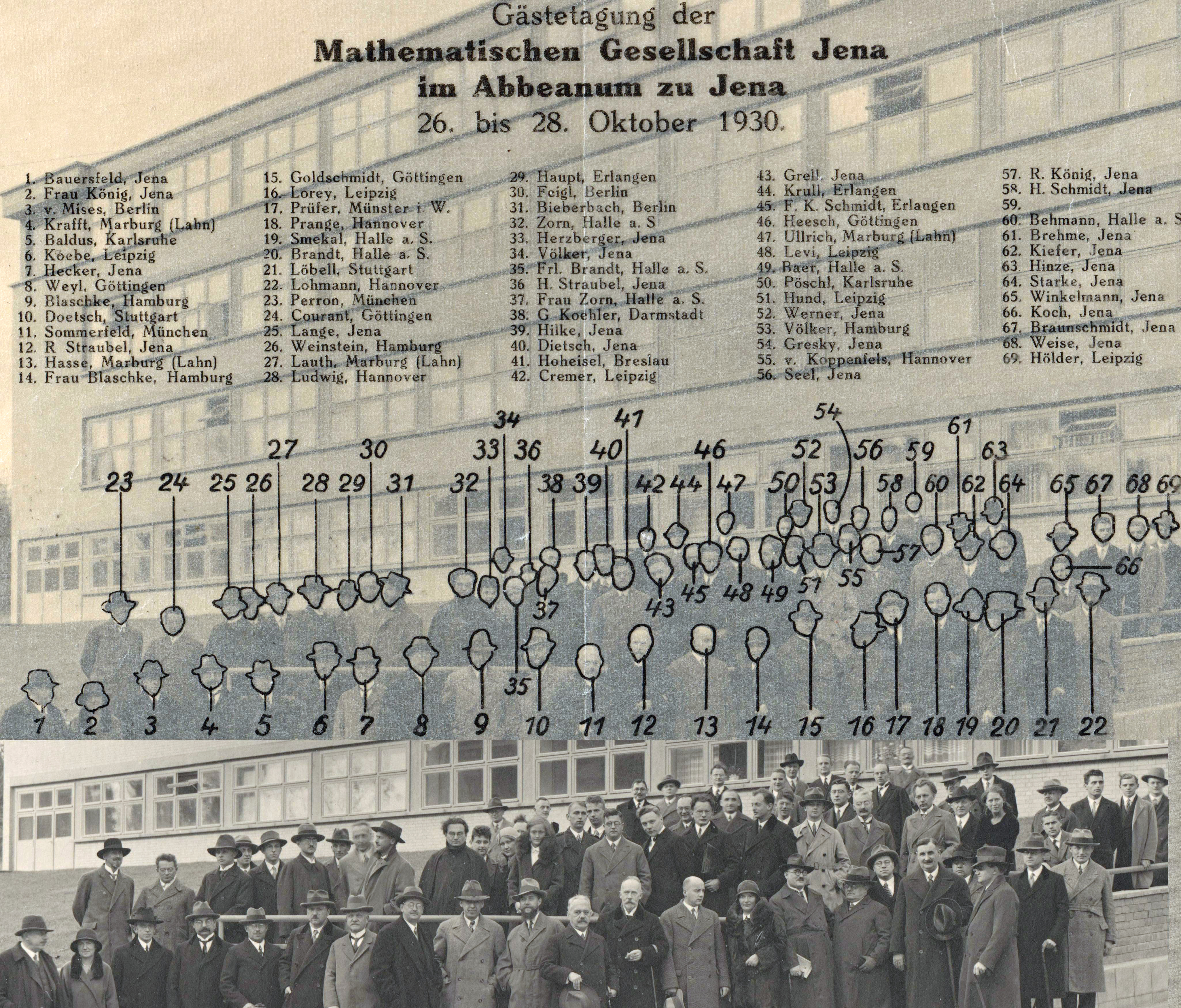
Werner von Koppenfels in der 2. Reihe in der Mathematischen Gesellschaft Jena 1930